# Plaine-Haute
Plaine-Haute [plɛn ot] est une commune française située dans le département des Côtes-d'Armor en région Bretagne.

## Géographie
| Saint-Donan |               | Ploufragan   |
|             | Plaine-Haute  | Saint-Julien |
| Le Fœil     | Saint-Brandan | Plaintel     |

### Hydrographie
Pour un article plus général, voir Réseau hydrographique des Côtes-d'Armor.
La commune est située dans le bassin Loire-Bretagne. Elle est drainée par le Gouët, la Maudouve et le Crénan,,.
Le Gouët, d'une longueur de 47 km, prend sa source dans la commune du Haut-Corlay et se jette  dans la baie de Saint-Brieuc en limite de Plérin et de Saint-Brieuc, après avoir traversé 16 communes.  Les caractéristiques hydrologiques du Gouët sont données par la station hydrologique située sur la commune de Saint-Julien. Le débit moyen mensuel est de 1,69 m3/s. Le débit moyen journalier maximum est de 20,8 m3/s, atteint lors de la crue du 28 février 2010. Le débit instantané maximal est quant à lui de 30,3 m3/s, atteint le 6 février 2014.
Un plan d'eau complète le réseau hydrographique : le barrage de St Barthélémy, d'une superficie totale de 78,9 ha (11,8 ha sur la commune),.

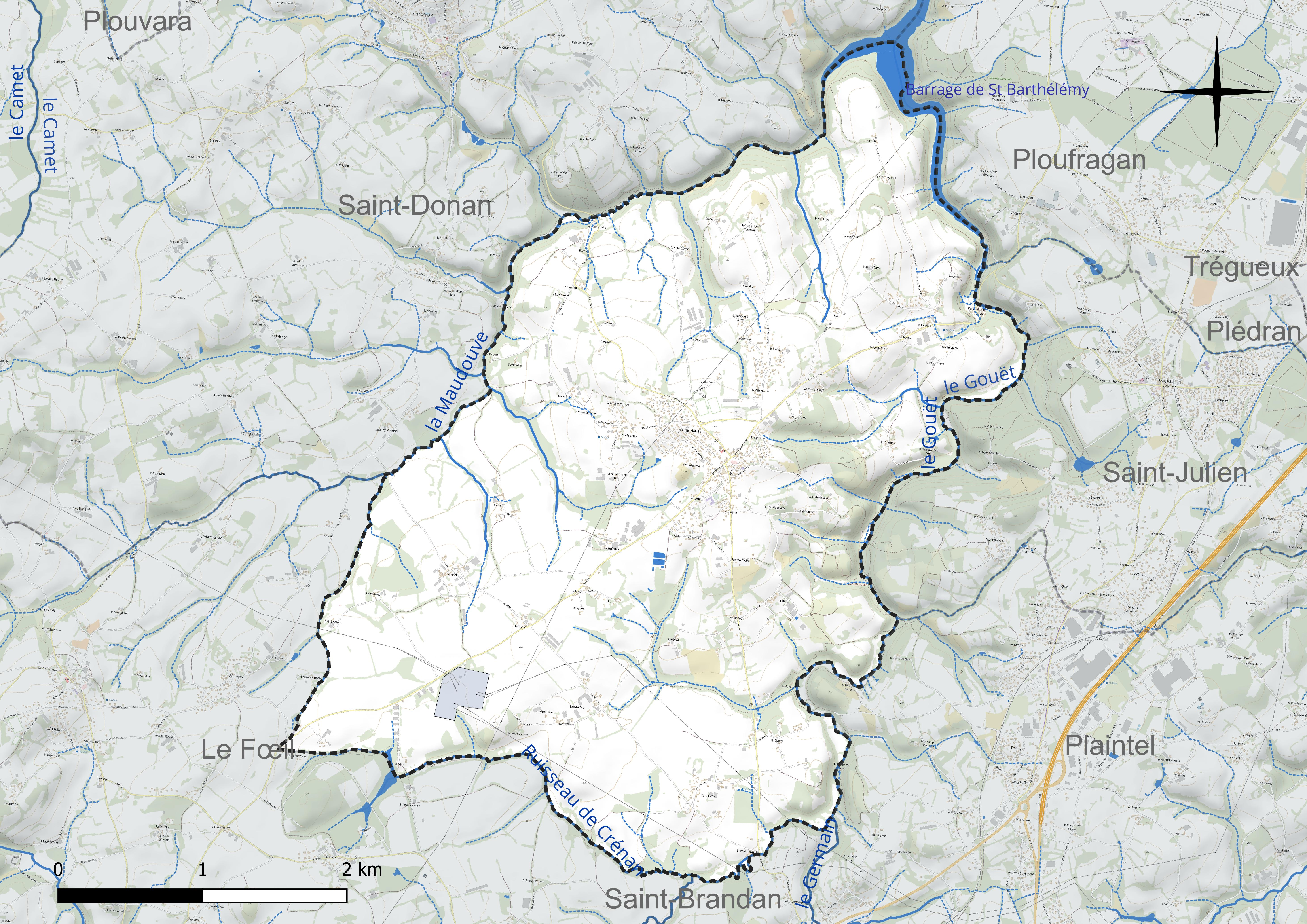
Réseau hydrographique de Plaine-Haute.

### Climat
Pour des articles plus généraux, voir Climat de la Bretagne et Climat des Côtes-d'Armor.
En 2010, le climat de la commune est de type climat océanique franc, selon une étude du CNRS s'appuyant sur une série de données couvrant la période 1971-2000. En 2020, Météo-France publie une typologie des climats de la France métropolitaine dans laquelle la commune est exposée à un climat océanique et est dans la région climatique  Finistère nord, caractérisée par une pluviométrie élevée, des températures douces en hiver (6 °C), fraîches en été et des vents forts. Parallèlement l'observatoire de l'environnement en Bretagne publie en 2020 un zonage climatique de la région Bretagne, s'appuyant sur des données de Météo-France de 2009. La commune est, selon ce zonage, dans la zone « Intérieur », exposée à un climat médian, à dominante océanique.
Pour la période 1971-2000, la température annuelle moyenne est de 10,8 °C, avec  une amplitude thermique annuelle de 11,2 °C. Le cumul annuel moyen de précipitations est de 855 mm, avec 13,6 jours de précipitations en janvier et 7,2 jours en juillet. Pour la période 1991-2020, la température moyenne annuelle observée sur la station météorologique la plus proche, située sur la commune de Trémuson à 9 km à vol d'oiseau, est de 11,4 °C et le cumul annuel moyen de précipitations est de 757,3 mm,. Pour l'avenir, les paramètres climatiques de la commune estimés pour 2050 selon différents scénarios d’émission de gaz à effet de serre sont consultables sur un site dédié publié par Météo-France en novembre 2022.

## Urbanisme

### Typologie
Au 1er janvier 2024, Plaine-Haute est catégorisée bourg rural, selon la nouvelle grille communale de densité à 7 niveaux définie par l'Insee en 2022.
Elle est située hors unité urbaine. Par ailleurs la commune fait partie de l'aire d'attraction de Saint-Brieuc, dont elle est une commune de la couronne,. Cette aire, qui regroupe 51 communes, est catégorisée dans les aires de 200 000 à moins de 700 000 habitants,.

### Occupation des sols
L'occupation des sols de la commune, telle qu'elle ressort de la base de données européenne d’occupation biophysique des sols Corine Land Cover (CLC), est marquée par l'importance des territoires agricoles (85,4 % en 2018), en diminution par rapport à 1990 (88,1 %). La répartition détaillée en 2018 est la suivante : 
terres arables (63,1 %), zones agricoles hétérogènes (20,2 %), forêts (9,2 %), zones urbanisées (5 %), prairies (2,1 %), eaux continentales (0,5 %). L'évolution de l’occupation des sols de la commune et de ses infrastructures peut être observée sur les différentes représentations cartographiques du territoire : la carte de Cassini (XVIIIe siècle), la carte d'état-major (1820-1866) et les cartes ou photos aériennes de l'IGN pour la période actuelle (1950 à aujourd'hui).

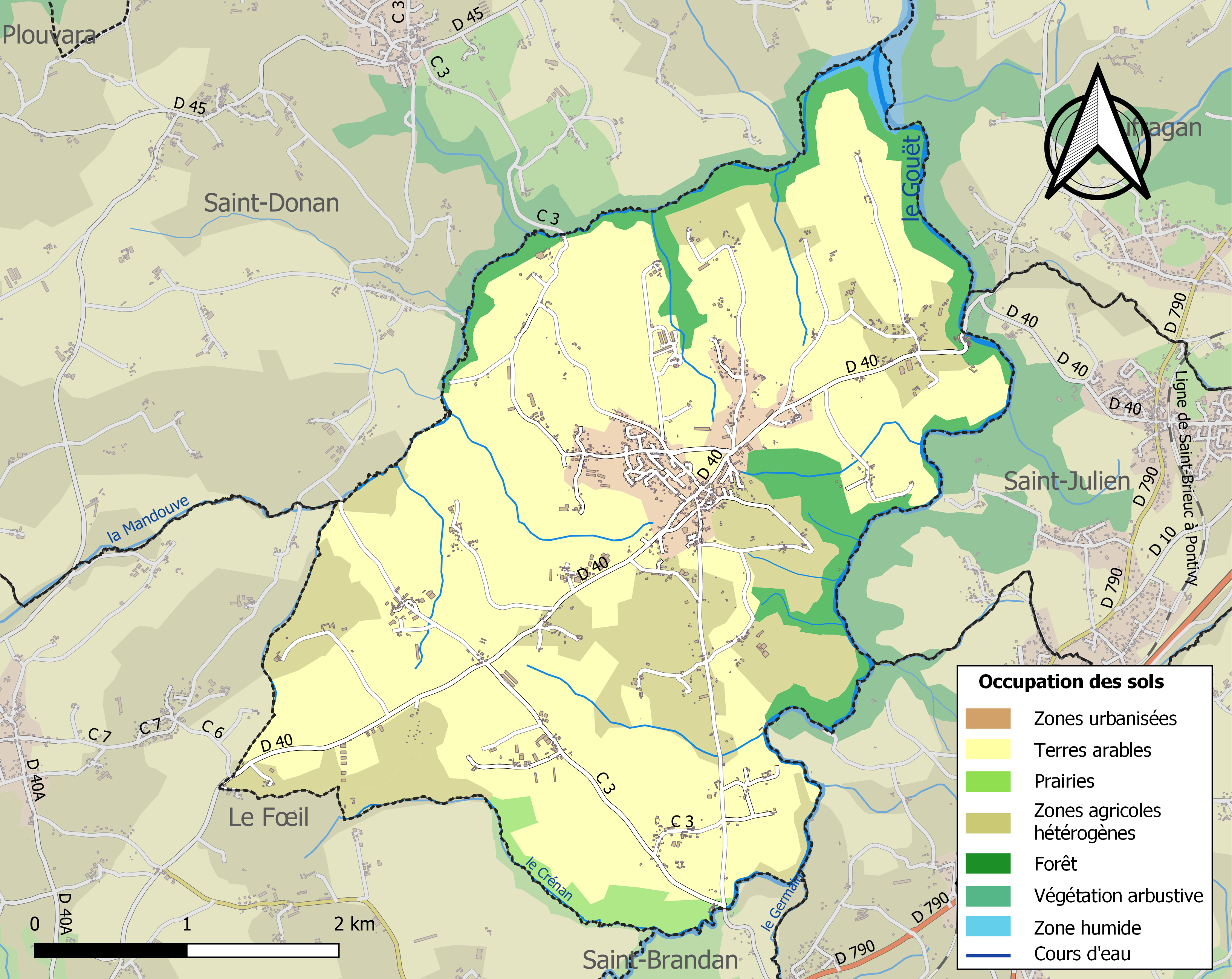
Carte des infrastructures et de l'occupation des sols de la commune en 2018 (CLC).

## Toponymie
Le nom de la localité est attesté sous les formes Parrochia de Plen Alta en 1254, Ecclesia de Plena Alta vers 1330, Plene Haulte en 1428, Plenehaulte en 1428, 1570, 1599 et en 1633, Pleine-Haulte en 1514, Plaine-Haulte en 1536 et en 1569, Plenohaute en 1630, Plainehaute ou Plaine Haute à partir de 1669.
Son nom vient de son ancienne appellation latine Plen Alta (« pleinement haut »)[réf. nécessaire]. La paroisse de Plaine-Haute (Plen Alta) est mentionnée en 1254 dans un acte confirmant une donation à l'abbaye de Beauport (Anc. év. IV, 141).
Le nom de la localité en gallo est Pyaine Haôte.

## Histoire

### LeXXesiècle

#### Les guerres duXXesiècle
Le monument aux morts porte les noms de 60 soldats morts pour la Patrie :
- 54 sont morts durant la Première Guerre mondiale ;
- 5 sont morts durant la Seconde Guerre mondiale ;
- 1 est mort durant la guerre d'Algérie.

## Politique et administration
| Période                                  | Période                  | Identité         | Étiquette | Qualité                                                 |
| ---------------------------------------- | ------------------------ | ---------------- | --------- | ------------------------------------------------------- |
| Les données manquantes sont à compléter. |                          |                  |           |                                                         |
| 1919                                     | 1924                     | Pierre Le Floch  |           |                                                         |
| Les données manquantes sont à compléter. |                          |                  |           |                                                         |
| 1927                                     | mars 1965                | Auguste Robin    |           | Maire honoraire Chevalier de la Légion d'honneur (1959) |
| mars 1965                                | 25 mars 1977             | Théophile Baudet |           | Artisan                                                 |
| 25 mars 1977                             | 30 novembre 2000 (décès) | Jean Courtel     |           | Charron                                                 |
| 19 janvier 2001                          | 23 mars 2001             | Alain Macé       |           | Responsable d'entreprise, ancien premier adjoint        |
| 23 mars 2001                             | 26 mai 2020              | Isabelle Oger    | DVG       | Préparatrice en pharmacie                               |
| 26 mai 2020                              | En cours                 | Philippe Pierre  |           | Expert en recouvrement                                  |

## Démographie
L'évolution du nombre d'habitants est connue à travers les recensements de la population effectués dans la commune depuis 1793. Pour les communes de moins de 10 000 habitants, une enquête de recensement portant sur toute la population est réalisée tous les cinq ans, les populations de référence des années intermédiaires étant quant à elles estimées par interpolation ou extrapolation. Pour la commune, le premier recensement exhaustif entrant dans le cadre du nouveau dispositif a été réalisé en 2005.

En 2022, la commune comptait 1 705 habitants, en évolution de +6,9 % par rapport à 2016 (Côtes-d'Armor : +1,78 %, France hors Mayotte : +2,11 %).
| 1793  | 1800  | 1806  | 1821  | 1831  | 1836  | 1841  | 1846  | 1851  |
| ----- | ----- | ----- | ----- | ----- | ----- | ----- | ----- | ----- |
| 1 927 | 1 952 | 1 883 | 1 749 | 2 169 | 2 102 | 2 057 | 2 032 | 1 863 |

| 1856  | 1861  | 1866  | 1872  | 1876  | 1881  | 1886  | 1891  | 1896  |
| ----- | ----- | ----- | ----- | ----- | ----- | ----- | ----- | ----- |
| 1 804 | 1 768 | 1 770 | 1 623 | 1 591 | 1 564 | 1 518 | 1 424 | 1 365 |

| 1901  | 1906  | 1911  | 1921 | 1926 | 1931 | 1936 | 1946 | 1954 |
| ----- | ----- | ----- | ---- | ---- | ---- | ---- | ---- | ---- |
| 1 279 | 1 241 | 1 181 | 995  | 988  | 909  | 892  | 926  | 892  |

| 1962 | 1968 | 1975  | 1982  | 1990  | 1999  | 2005  | 2006  | 2010  |
| ---- | ---- | ----- | ----- | ----- | ----- | ----- | ----- | ----- |
| 938  | 918  | 1 025 | 1 102 | 1 117 | 1 211 | 1 233 | 1 240 | 1 416 |

| 2015  | 2020  | 2022  | - | - | - | - | - | - |
| ----- | ----- | ----- | - | - | - | - | - | - |
| 1 577 | 1 647 | 1 705 | - | - | - | - | - | - |

## Lieux et monuments
- Le manoir de la Ville-Daniel[33], inscrit et classé en 1926 au titre des monuments historiques[34], a appartenu à la famille Bienvenüe.
- Le manoir de La Touche, XVIIe siècle, appartenait en 1450 à Silvestre du Rufflay et en 1514 à Henri du Rufflay, sieur de la Morandaye.
- Le menhir de Lag-de-Noë, dit « le Fuseau », inscrit au titre des monuments historiques[35].
- L'église Saint-Pierre.
- La retenue d'eau de La Méaugon, créée par le barrage de Saint-Barthélémy.
- La chapelle Sainte-Anne du Houlin

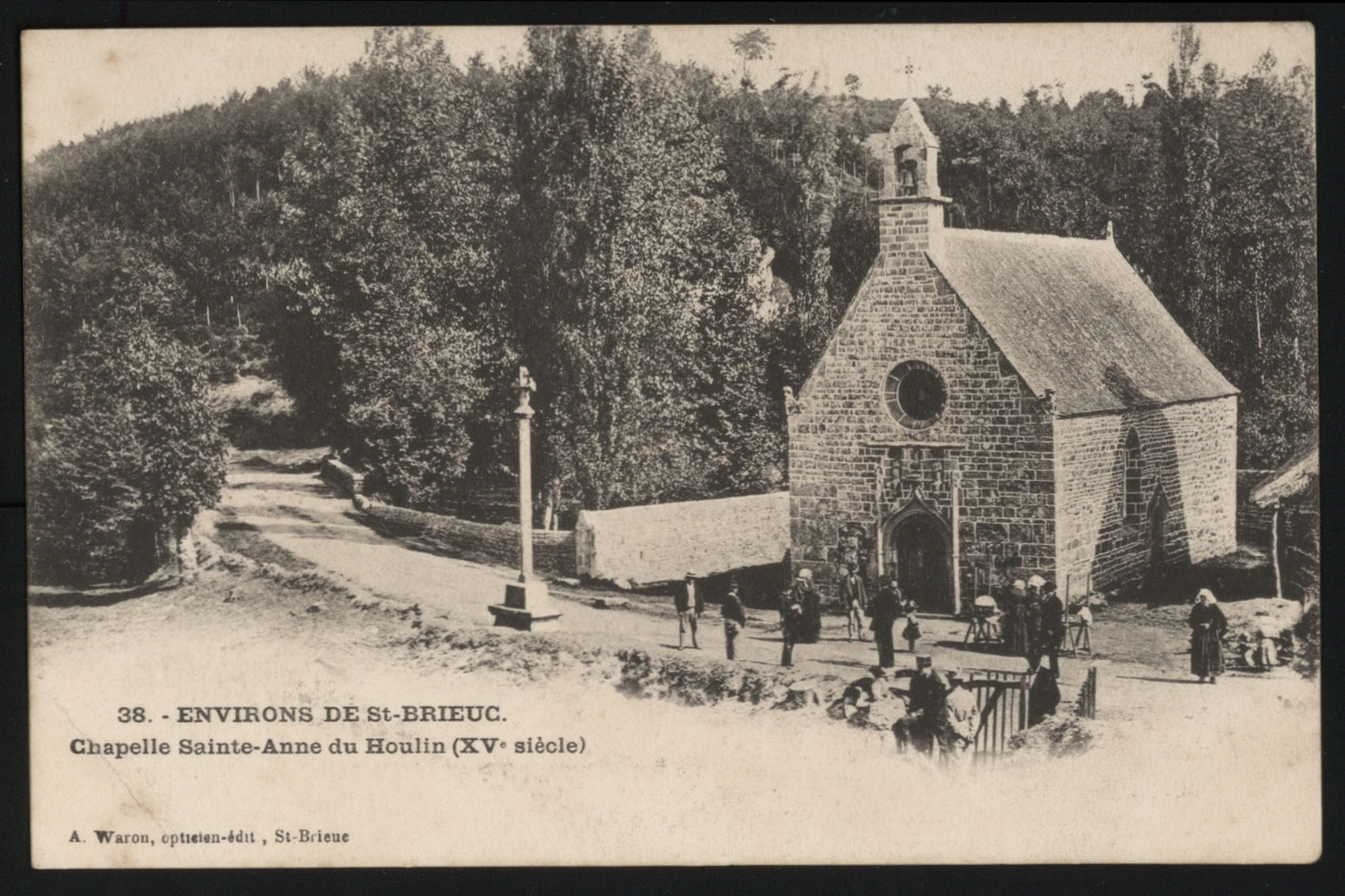
Chapelle Sainte-Anne-du-Houlin au début du XXe siècle
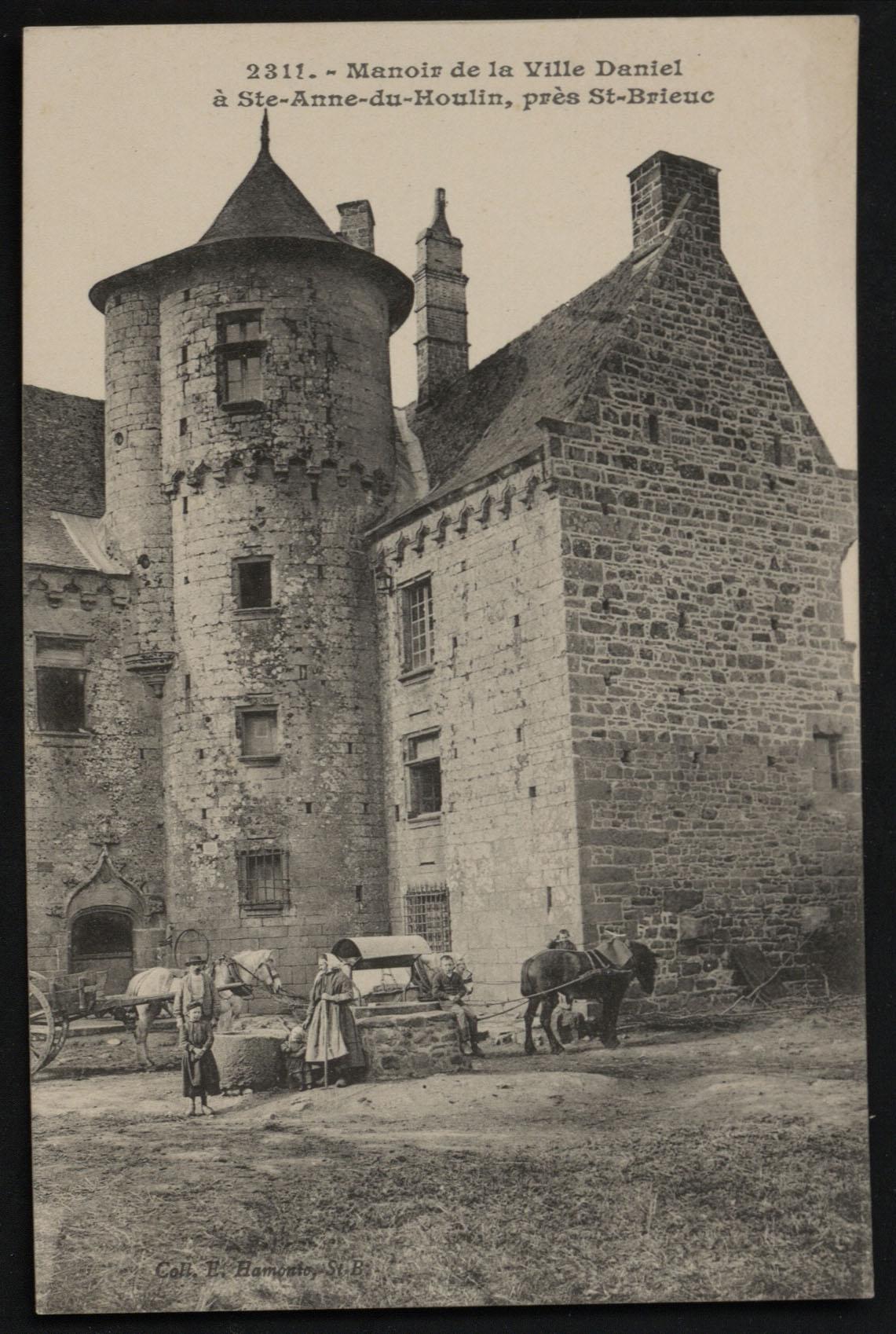
Manoir de la Ville Daniel au début du XXe siècle

## Personnalités liées à la commune
- Yelle, groupe de musique
- François Budet (1940-2018), auteur-compositeur-interprète, écrivain et poète, né à Plaine-Haute.

## Jumelages
- Corbenay, Haute-Saône (France) depuis le 23 avril 2011